# Братя Миладинови (улица в София)
„Братя Миладинови“ е централна улица в София. Наречена е на българските възрожденци, просветители и фолклористи Братя Миладинови.
Простира се между улица „Позитано“ на юг и булевард „Княгиня Мария Луиза“ при Централна гара София на север.

## Обекти
На улица „Братя Миладинови“ или в нейния район се намират следните обекти (от юг на север):
- Посолство на Португалия
- 91 НЕГ „Проф. Константин Гълъбов“
- 76 ОУ „Уилям Сароян“
- ІІ МБАЛ
- Читалище „Цар Борис ІІІ“
- Национален център по кръвопреливане и хематология
- Изпълнителна агенция по трансплантация